# Dharma Mahadevi
Dharma Mahadevi, död 950, var regerande drottning av Bhauma-Karadynastins kungarike Toshala i Kalinga i Indien cirka 940-950.
Hon var utlänning: hon var en prinsessa ur Bhanjdynastin, och kom till riket och tillträdde tronen som efterträdare till Vakula Mahadevi, som hade kommit till Toshala som brud till dess dåvarande kung och sedan efterträtt sin styvdotter. 
Dharma Mahadevi mördades 950 av kung Yayati I ur Somavamshidynastin, bror till den Tribhuvana Mahadevi II som hade avsatts 896, och som sedan erövrade riket. 